# Julius Commentz

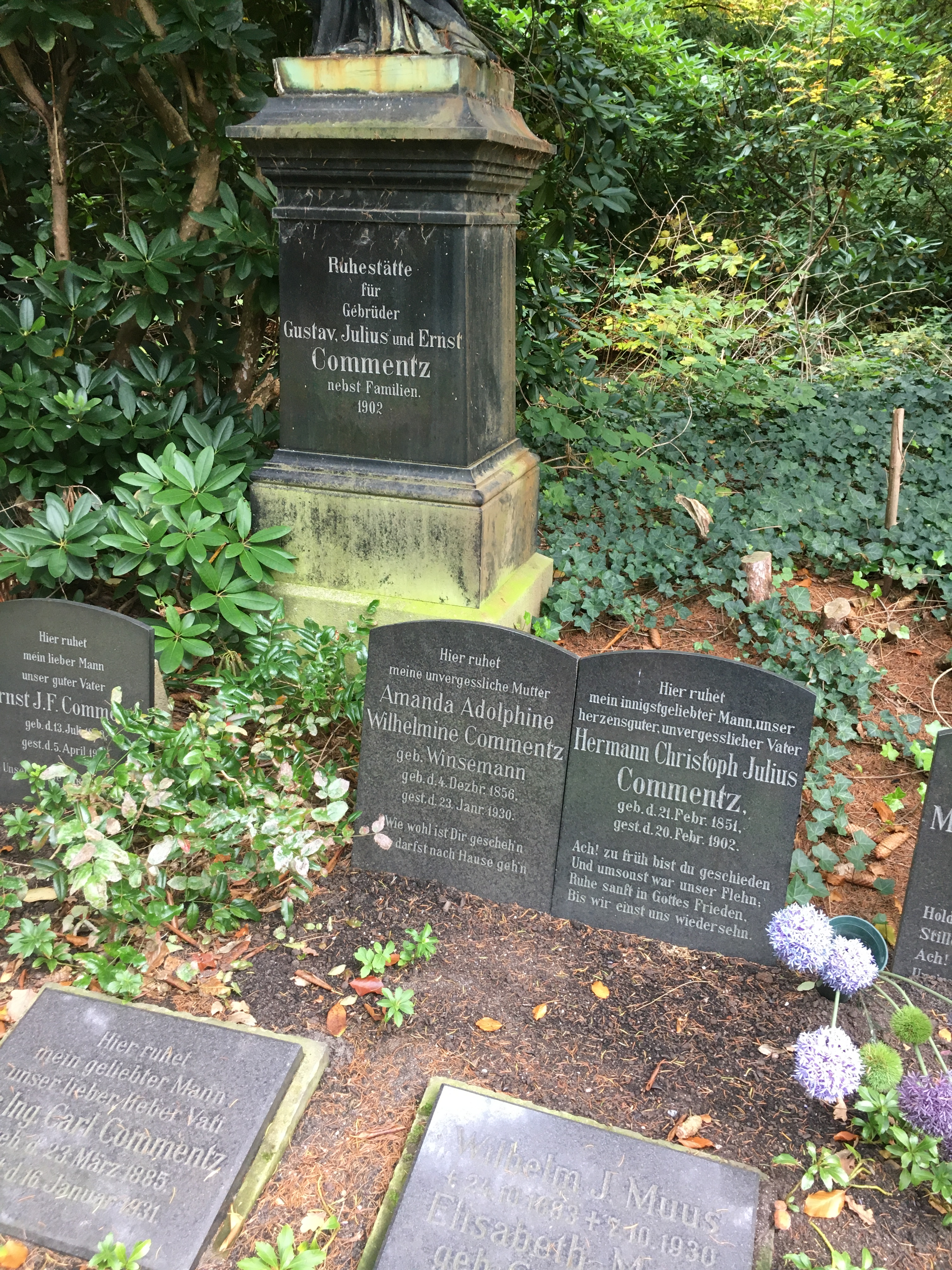
Grabstätte Julius Commentz auf dem Friedhof Ohlsdorf

Herrmann Christoph Julius Commentz (* 21. Februar 1851; † 20. Februar 1902) war ein deutscher Kaufmann aus Altona. 
Commentz gründete 1877 die Juls. Commentz Bonbons-, Schokoladen- und Zuckerwaren-Fabrik Altona-Ottensen in der Winterstraße. Die Fabrik stellte überwiegend Bonbons, vor allem „eingewickelte Rahmbonbons“ her. Der Markenname lautete „Hannelore-Butter-Karamellen“, benannt nach der Enkelin des Firmengründers.
Ein weiteres Produkt aus dem Hause Commentz war „der Lutschbonbon am Stil“. Auch er soll nach Hannelore Commentz benannt worden sein: Sie trug in der Familie den Spitznamen „Lolli“, eine bis heute gebräuchliche Bezeichnung für den Dauerlutscher. Das Produkt wurde mit dem Werbespruch „Rirarutsch JCAO-Lutsch“ beworben, wobei „JCAO“ für „Julius Commentz Altona Ottensen“ stand. Andere Quellen sehen den Ursprung des Begriffs „Lolli“ in den USA, wo er schon vor 200 Jahren gebraucht worden sein soll.
Julius Commentz starb einen Tag vor seinem 51. Geburtstag und wurde in der Familiengrabstätte auf dem Hamburger Friedhof Ohlsdorf im Planquadrat L 7 (88-93) beigesetzt.